# Liste des maîtres de la province de Provence de l'ordre du Temple
Pour un article plus général, voir Liste des maîtres de province de l'ordre du Temple.
Cet article présente une liste des maîtres de la province de Provence de l'ordre du Temple.

## Province de Provence
La stricte notion de province de Provence n'apparaît qu'à partir de 1240 alors qu'auparavant les maîtres de province portaient le titre de Maître en Provence et partie des Espagnes, et il existait un maître de la baillie de Provence subordonné au maître de cette province.
C'est pendant la maîtrise d'Estève de Belmonte que s'opère cette scission entre la province d'Aragon et de Catalogne et la province de Provence, Raymond de Serra devenant alors maître de la province ibérique. Le titre de maître en Provence et parties des Espagnes n'étant plus porté par aucun maître.
| Maître                            | Période de maîtrise | Commentaires et autre(s) fonction(s) |
| --------------------------------- | ------------------- | --- |
| Estève de Belmonte                | 1246                | (la): Stephanus de Belmonte, de Bellomonte (en): Stephen of Belmonte (fr): Estève de Bellomonte, Étienne de Belmonte Commandeur de Castellote (1217-1220), Villel (1221), Cantavieja (1224) Maître de Castille, León et Portugal (1229/30-1237/39) Maître de Provence et partie des Espagnes (1239), |
| Rostan de Comps                   | 1247                | 3 janvier 1247: « Frater Rostagnus de Comps, preceptor major domorum milicie Templi in Provincia, a civitate Aquensi usque ad Niciam » Commandeur du Ruou (1216, 1225-1229, 1235/36, 1248/49) Commandeur de Richerenches (1232) |
| Roncelin de Fos                   | 1248-1250           | |
| Raimbaut de Caromb                | 1251-1259           | (la): Rembaudus de Carone 16 mars 1254: « fratris Rembaudi de Carone, magistri tunc Provincie » |
| Roncelin de Fos                   | 1260-1263           | |
| Raimbaut de Caromb                | 1263,               | |
| Roncelin de Fos                   | 1263-1267           | (la): Roncelinus de Fos 21 janvier 1264: « preceptoris domus Militie Templi in Provintia » 18 mars 1264: « magistri domorum ordinis Militiæ Templi in Provincia » 22 juin 1264: « magistri domorum Militiæ Templi in Provincia » |
| Francon de Bort (Franco de Borto) | 1267,               | |
| Roncelin de Fos                   | 1267-1278           | (la): Roncelinus de Fos 13 oct. 1269: « magistro domorum milicie Templi in Provincia » 1274: « Ronsoli de Fos », commandeur / maître des maisons de la cavalerie du Temple en Provence 1274: « dom. Ronsolinum, magistrum sancte domus milicie Templi in Provincia » Maître de la province d'Angleterre (1250/52-1259) |
| Pons de Brozet                    | 1280-1292           | (la): Poncius de Broeto, de Brozeto (fro + oc) Pons de Breoito, del Broet 18 oct. 1281: « domino fratre Poncio de Broseto, magistro domorum Templi in Provincia » 9 février 1282: « dominus Petrus de Broseto, magister domorum milicie Templi in Provincia » 15 avril 1284: « Pontius de Broeto, magister domorum militiae Templi in Provincia » 4 avril 1288: « Nos, frayre Pons de[l] Broet, cavalier, humil maestre de las maysos del Temple de la cavalaria del Temple en la Provincia e en la Gasconha... e expressa voluntat de frayre Celebru de Pi, cavalier e comandador de la mayso de la cavalaria del Temple de Montsaunes e de sa baylie » Commandeur de Jalès (1260-1265) Commandeur de la baillie de Carcassonne et de Razès (1273-1274) Commandeur de Saint-Gilles (1292) Visiteur cismarin (1288) [?], |
| Ripert du Puy                     | 1292                | |
| Guigue Adhémar                    | 1293, -1296         | (la): Guigone, Guigonis Ademarii, Adzemarii « domini fratris Guidonis Ademarii, venerabilis magistri domorum dicte Milicie Templi in Provincia » 1295 (procès, 1308): « dominus Guigo Ademarii, locum tenens magistri dicti ordinis in Provincia » Frère, commanderie de Montélimar (1280-1281) Commandeur de Sainte-Eulalie (?-1293) |
| Pons de Brouzet                   | 1296,               | (la): Poncius de Broet, Pontius de Brocheto |
| Guigue Adhémar                    | 1296-1300           | (la): Guidonis Ademarii (fr): Gui Ademar 1296: « frater Guigo Adhemari dictus de Tornello, domorum milicie Templi in Provencia provincie magister » 1298: « domini Guidonis Ademarii militis magistri seu preceptoris provincialis domus milicie Templi » 1301 (procès, 1308): « dominus Guigo Ademarii, preceptor major in Provincia templarius » |
| Bernat de Roca                    | 1300-1303           | (la): Bernardus de la Roca, de Rupe, de Ruppe (fr): Bernard de la Roche, de Laroque 1302 (procès, 3 avr. 1310): « fratrem Bernadum de Rocha militem Provincie, preceptorem Provincie », Commandeur de Carnac (1278-1279, 1281) Commandeur de La Selve (1281-1282) Commandeur d'Argentens, maître de l'Agenais (1289, 1297-1299) Commandeur de Montricoux (1300) et de Vaour (1303) Tenant lieu de visiteur de Provence (1303) |
| Guigue Adhémar                    | 1303,               | 16 mars 1302: Déclaration d'honorabilité de Guigue Adhémar, précepteur du Temple en Provence par Richard Neveu, réformateur royal 1303 (procès, 1310): « fratrem Guigonem Ademarii, magistrum tunc dicti ordinis in Provincia » 1305 (procès, 1310): « dominum Guigonem Ademarii, magistrum dicti ordinis in Provincia » |
| Bernat de Roca                    | 1303-1308           | (la): Bernardus de Rocha Voir période 1300-1303 |

### Baillie de l'Agenais
(la): domorum militie Templi in Agennensibus
Classée comme faisant partie de la province de Provence d'après Émile-Guillaume Léonard avec Argentens pour commanderie principale au XIIIe siècle,. La titulature la plus fréquente étant celle de commandeur de l'Agenais sans que l'on puisse déterminer l'aire géographique exacte mais en 1259, Bernard Guilhem d'Aspet est qualifié de commandeur de la dite maison d'Argentens et de toutes les autres maisons du Temple d'Agen sous la Garonne. Ce qui permet de constater que la Garonne constituait une limite provinciale pour les templiers mais aussi que l'Agenais templier n'avait rien à voir avec l'Agenais tel qu'on l'entend de nos jours car il se trouve au-dessus de la Garonne. Auparavant ces possessions dépendaient du maître de Gascogne et l'ensemble de ces informations est en contradiction avec l'hypothèse d'Antoine du Bourg selon laquelle Brulhes était le siège cette baillie,. Néanmoins, à la fin du XIIIe siècle, Brulhes constituait une petite baillie regroupant les possessions entre la Garonne et le Lot,.
La liste dressée par Antoine du Bourg en 1883 comporte quelques imprécisions de dates et est incomplète, il est préférable de consulter les travaux d'Émile-Guillaume Léonard publiés en 1930, affinés par Jacques Clemens en 1997. Monique Sieuzac, qui n'est pas historienne, a publié en 2007 une liste légèrement plus étoffée pour l'Agenais mais qui reprend la plupart des informations d'Antoine du Bourg sans correction de dates. On y trouve également des listes concernant les commanderies, notamment Argentens mais les sources primaires ne sont pas précisées dans les deux cas.
On trouve fréquemment les noms des premiers maîtres de Gascogne en tant que maîtres de l'Agenais car ceux-ci administraient cette région mais la baillie de l'Agenais n'est constituée que plus tard et il n'y a pas de chartes mentionnant un maître de l'Agenais avant le XIIIe siècle.
| Maître                                  | Période de maîtrise  | Commentaires |
| --------------------------------------- | -------------------- | --- |
| ...                                     | ...                  | |
| fr. Martin de Nesse                     | c.1226 - 1228 ?-1233 | (la): Martinus de Nessa, de Nissa c.1226: « comanador de la bailia Agennensis et Vasatensis » 1228: « Commendator domorum templi d'Agenes » 1233: « maestre d'Ajenes, comanador d'Argenten » Commandeur d'Argentens (1203, 1226, 1228, 1230) Commandeur de la baillie de Toulouse (1228-1229, 1231, 1233-1236) Commandeur du Mas Deu (1240-1241) |
| fr. Fortanier de Seados                 | après 1233 - 1240    | (la): Fortius de Seador, de Senador, Fortanerius de Seados (fr): Forlamer de Seados, Fortaner de Ciadoux « For. de Seador, comanador de la Bailia d'Ajenes » 1240: « Fort Aner de Sanados (?) de Agenes erat magister » [Du Bourg indique à tort 1230-1236] Commandeur d'Argentens (1230, 1232, 1236) Commandeur de Montsaunès (1241, 1244, 1248, 1249) |
| fr. Arnaud Raymond de la Mothe          | 1241 - 1247          | (la): Arnaldus Raimundus de la Mota 1241: « Comandador de la masos de la cavaleria del Temple en Agenes » 1242: « Arnat Ar era commanair de bailia d'Agenes et de Basades » 1245: « Arn. R de la Mote ere Comandair [comanair] de les [las] maisons del temple de[l] Comanement d'Agenes » 1246: « comandaire de las maisons del temple de tot Agenes » 1247: « Arn. R. de Lamota, comandair de las maisons del temple de Agenes e de Basades » |
| fr. Bernard Guilhem d'Aspet             | 1248/49 - 1267       | (la): Bernardus Guillelmus d'Aspet 1248/49: « fraire Bernat Guilhelmi Comandaire de las maisons [maizos] del Temple d'Aganès [Ajanes] » 1255: « comandaire de las mashos de la cavaleria del Temple en Agenes » 1259: « preceptor domorum milicie templi Agennesis » 1260: « frai W. Cambrer de la mezissa maison d'Argenten, tenen loc de frai B. W. d'Aspel comanador dela dita maison d'Argenten » 1261: « comandaire de totas las maisos del temple de Ajanes » 14 janvier 1262: « fray B. W. d'Aspet, comandaire de la dita maizon d'Argente e de totas las autras maizons del Temple d'Agenes desa Garona » 1266: « comandador d'Argenten e de las altras maisos del ordre de la Cavararia del Temple en Agenes » 1263-1265, 1267: commandeur d'Argentens « Argente e de (totas) las autras maizons d'Agenes desa Garona », |
| fr. Pierre d'Andiran                    | 1267                 | [Incertain] (la): ? (fr): Pierre d'Audiran 1267: Commandeur de l'Agenois, à Romestaing Ou commandeur de Romestaing [?] |
| fr. Arnaud d'Auron                      | (1271) 1273-1275     | [Sources contradictoires] |
| fr. Pierre de Sombrun                   | c.1276-1285,         | (la): P. de Sombrun, Petrus de Sombrini (en): Peter of Sombrun 17 juillet 1278: « Petrus de Sombrini, preceptor Argentini » 1280: « comandair en Agenes à la maizo del Temple d'Argenten » 1283: « cavoer, comandaire de la cavalerie du Temple de l'abescad d'Agenes », 1285: « Comandador de la mayson d'Argenten, in tota senescalia Agennensi » Commandeur de Montsaunès (1270-1271) Commandeur de Bordères (1272, 1274) |
| fr. Bernard de La Roche                 | 1289,                | (la): Bernardus de la Roca (ca): Bernat de Roca (fr): Bernard de Laroque 1289: « comandador de la maio d'Argenten e de las autras maios del Temple en Agenes », 10 avril 1289: « commandeur del ordre de la cavareria del temple de la maison d'Argenten e de las autras maios del temple en Agenes desa Garona » Commandeur de Carnac (1278-1279, 1281) Commandeur de La Selve (1281-1282) Maître de la province de Provence (1300-1303) |
| fr. Sénebrun de Pins                    | c. 1290-1293         | [Dates incertaines] (la): Celebrunus, Cenebrunus, Cerebrunus de Puni, Senebrunus de Pinu, de Prani (fr): Célestin, Cénebrun, Cérebrun de Pins Commandeur de Montsaunès (1278-1280, 1287-1288, 1302-1303) Commandeur d'Argentens sans la baillie () [douteux] |
| fr. Bernard de La Roche                 | 1297-1299            | (la): Bernardus de la Roca (ca): Bernat de Roca (fr): Bernard de Laroque juillet 1298: « comandai de las maizos de la cavaleiria del Temple en la bailia d'Argenten » Commandeur de Carnac (1278-1279, 1281) Commandeur de La Selve (1281-1282) Maître de la province de Provence (1300-1303) |
| fr. Barral de Gauzignan                 | 1300                 | (la): Barralus de Gravinha, de Grasilhano (fr): Barral de Graulhet, de « Grazillhano », Barrau de Grasillon, de la Graynhia, Bernard de Graigne 1300: « comanair d'Argenten e de tot son bayliage » Commandeur de Saint-Gilles (c.1196) Tenant lieu de maître de Provence (c.1298), Commandeur d'Argentens (1299-1300, 1300-1302), |
| fr. Ratier de Limousin                  | 1303                 | (la): Raterius de Lemozi, Racterius de Lemovicinio, Rancerius de Lemovicinio (fr): Iter de Limousin, Ratier de Lemosin, Rattier du Limousin 1303: « preceptorem balivie de Argentesio » Commandeur de Carnac (1283) Tenant lieu de commandeur de La Capelle-Livron (1291) Commandeur de La Capelle-Livron (1292-1294) Commandeur de La Selve (1306-1307) |
| fr. Bertrand de Trèbes (ou de Tarbes ?) | 1307                 | (la): Bertrandus de Terbis (oc): Bertran de Trebes (fr): Bernard [sic] de Trèbes 1307: « frater Bertrandus de Terbis preceptor domorum de Argenteno et de Gimbreda eiusdem ordinis militie Templi Agennen » Commandeur de Saint-Léon (1293) |